# Colobaea beckeri
Colobaea beckeri är en tvåvingeart som först beskrevs av Friedrich Georg Hendel 1902.  Colobaea beckeri ingår i släktet Colobaea och familjen kärrflugor. Inga underarter finns listade i Catalogue of Life.